# 平瀬城
平瀬城（ひらせじょう）は、信濃国筑摩郡（長野県松本市）にあった日本の城。

## 概要
平瀬城は小笠原氏の家臣平瀬氏の城であった。小笠原長時は天文19年（1550年）、武田晴信に攻められて本城である林城を捨ててこの平瀬城に撤退し、その後、村上義清を頼り葛尾城に落ちていった。砥石崩れにより武田氏は村上方に敗れたが、その機会に再び小笠原長時は村上義清の援助を得て平瀬城を奪還した。天文20年（1552年）平瀬城は武田晴信により落城し、城主の平瀬義兼は自刃した。晴信は平瀬城を改修し原虎胤に守らせた。天文22年（1553年）、筑摩郡は武田氏がほぼ平定したため、平瀬城は廃城となった。
安曇郡に通じる川手往還沿いにあり、平瀬山の南西に張り出した尾根先にある南城と、北西に張り出した尾根先にある北城からなる馬蹄型の山城であり、両尾根間を泉小太郎伝説で重要地点とされる犀乗沢が流れる。